# Сыздыков, Булат Муратович
Була́т Мура́тович Сызды́ков (каз. Болат Мұратұлы Сыздықов; 21 июня 1956, Караганда, Казахская ССР, СССР — 7 мая 2016, Алма-Ата, Казахстан) — советский и казахстанский гитарист, композитор и аранжировщик группы «Мюзикола», участник группы «А’Студио».

## Биография
С детства занимался музыкой, окончил курсы джазовой гитары у Александра Мажеляна. В 16 лет был принят солистом в Карагандинскую филармонию и колесил по стране с гастролями в составе ансамбля «Гакку».
Проходя службу в армии в оркестре штаба дивизии Краснознамённого Среднеазиатского военного округа, научился играть на флейте и большом барабане. После армии стал солистом ансамбля «Время и песни» при Карагандинской филармонии.
В 1976 году переехал в Алма-Ату, получив приглашение от Республиканского молодёжного ансамбля «Гульдер». Работая в ансамбле, заочно получил высшее образование в Чимкентском институте культуры.
После работы в «Гульдере» стал гитаристом группы «Арай», солисткой которой была певица Роза Рымбаева. Сыздыков сочинял музыку, работал над аранжировками, пел.
В 1987 году музыканты «Арая», включая Сыздыкова, отсоединившись от Розы Рымбаевой, создали свой новый коллектив, под названием «Алма-Ата». Отправившись в Москву, коллектив впоследствии стал называться «А`Студио». Сыздыков проработал в нём недолго. В 1990 году был приглашён для работы в глобальном музыкальном проекте-спектакле «Американец в „Перестройке“» совместно с американцами под руководством композитора Максима Дунаевского.
В 1992 году Булат Сыздыков создал свой собственный музыкальный проект. Познакомился с певицей Кариной Абдуллиной, они образовали дуэт «Мюзикола». В составе «Мюзиколы» Сыздыков стал лауреатом международного конкурса «Big apple music» в США (1996) и выпустил 10 альбомов, в том числе и сольный гитарный диск «Гитарные истории»(2009).
Указом Президента Казахстана от 5 декабря 2012 года Булату Сыздыкову было присвоено почётное звание «Заслуженного деятеля искусств Республики Казахстан».

## Смерть
Скоропостижно скончался на 60-м году жизни 7 мая 2016 года в Алма-Ате. Причиной смерти стал оторвавшийся тромб.
Прощание с музыкантом прошло 10 мая филармонии имени Жамбыла в Алма-Ате. На панихиде присутствовал аким Алма-Аты Бауыржан Байбек. Похоронен на кладбище «Кенсай-2», рядом с Батырханом Шукеновым.
В ноябре 2016 года в Караганде на Аллее звезд был открыт именной знак в его честь.

## Личная жизнь
Дочь Диана. 

## Дискография
- «Девочка в платьице белом» — 1996
- «Иллюзия» (кассета) — 1998
- «Я не забуду тебя» — 2000
- «Арман жолдар» (сингл) — 2001
- «Песни» (сборник)— 2002
- «Между Алматы и Москвой» — 2003
- «Горький шоколад» — 2004
- «Арман жолдар» — 2005
- «Musicola. The Best» (СD + DVD) — 2006
- «Арман жолдар» + «Кок орік» (переиздание) — 2007
- «Как всегда» — 2008
- «Гитарные истории» (сольный инструментальный альбом) — 2009
- «Арман жолдар» + 3 новые песни (переиздание) — 2011
- «Огонёк» — 2013
- «Лучшие песни» (сборник на 2 дисках) — 2015
- Коллекция песен Musicola (9 CD 1995—2016 гг.) — 2017